# Raczki (województwo mazowieckie)
Raczki – wieś sołecka w Polsce położona w województwie mazowieckim, w powiecie łosickim, w gminie Sarnaki.
Wierni Kościoła rzymskokatolickiego należą do parafii św. Elżbiety Węgierskiej w Konstantynowie.
Wieś duchowna położona w ziemi mielnickiej województwa podlaskiego była własnością biskupów łuckich w XVII wieku. W latach 1975–1998 miejscowość położona była w województwie bialskopodlaskim.